# 028
028 servicio arcoíris es un servicio de teléfono de emergencia gratuito y confidencial, correo electrónico y mensajería instantánea en España para víctimas de delitos de odio y discriminación por LGTBIfobia. Su implantación fue anunciada para el verano de 2022 por parte de la ministra de Igualdad, Irene Montero, en una rueda de prensa el 17 de mayo, día internacional contra la homofobia, la transfobia y la bifobia. El 5 de julio de 2023 entró en funcionamiento. El número elegido hace referencia al 28 de junio, día internacional del Orgullo LGBT.

## Historia
En noviembre de 2022 el servicio salió a licitación pública, bajo la denominación de 028 arcoíris. Se anunciaron algunas características del servicio, como su gratuidad, su operatividad las 24 horas del día durante todo el año, y que sería complementado con un correo electrónico y un servicio de mensajería instantánea. El teléfono atiende a víctimas de delitos de odio por orientación sexual o identidad de género, así como a las de violencia intragénero —parejas del mismo género— o niños y adolescentes en riesgo de rechazo por su orientación sexual. Además cuenta con un servicio de asesoramiento emocional y psicológico, asistencia jurídica, y acompañamiento e información sobre salud sexual y reproductiva. Así mismo, está disponible en varios idiomas y con accesibilidad para personas con discapacidades. Los datos recogidos serán enviados a la Dirección General de Diversidad Sexual y Derechos LGTBI para la realización de informes sobre la situación de las personas LGBTIQ+ usuarias.
En abril de 2023, el gobierno adjudicó por 2,6 millones de euros la gestión del teléfono 028 a Servicios de Teleasistencia S.A. En mayo el gobierno volvió a anunciar que en los próximos meses el servicio estaría habilitado y entraría en funcionamiento. Al mes siguiente, en junio, el Ministerio de Igualdad lanzó la campaña «España es orgullosamente diferente» por el día internacional del Orgullo en la que también presentó el servicio 028, denominado Línea Arcoíris de información y atención integral contra la LGBTIfobia.
El 5 de julio de 2023, pocos días después del segundo aniversario del asesinato de Samuel Luiz, el servicio gratuito entró en funcionamiento para todo el territorio español, accesible a personas con discapacidad auditiva y del habla, y con atención en castellano, catalán, gallego, euskera, inglés y francés. En octubre se publicaron cifras de atención del servicio: 1375 llamadas relacionadas con delitos de odio, discriminación, violencia intragénero, apoyo psicológico y asistencia legal relacionadas; 133 consultas a través de chat sobre identidad, orientación sexual, violencia y delitos de odio; y 83 correos electrónicos solicitando atención jurídica sobre cambio registral, denuncias y filiaciones. En mayo de 2024 el Ministerio de Igualdad, esta vez dirigido por Ana Redondo, publicó nuevas cifras: 6.470 llamadas, 583 contactos vía chat y otros 792 correos electrónicos.